# 北京邮电大学世纪学院
北京邮电大学世纪学院是经中华人民共和国教育部批准，由北京邮电大学与北京学涵教育科技有限公司合作举办的全日制本科普通高等学校，是教育部直属高校在京举办的第一所独立学院。现董事会为博华教育集团。学院有通信与信息工程系、电子与自动化系、计算机科学与技术系、经济管理系、艺术与传媒学院、外语系等6个院系约5000余名学生。

## 参看
- 北京邮电大学